# Ribnik (Bulgarije)
Ribnik (Bulgaars: Рибник) is een dorp in het zuidwesten van Bulgarije. Het dorp is gelegen in de gemeente Petritsj, oblast Blagoëvgrad. Het dorp ligt 59 km ten zuiden van Blagoëvgrad en 134 km ten zuiden van Sofia.

## Geschiedenis
Van 1932 tot 1963 was Ribnik een wijk van het dorp Startsjevo. Op 12 januari 1963 werd het dorp een onafhankelijke nederzetting in de (toenmalige) gemeente Karnalovo. Op 26 januari 1978 werd het een administratieve eenheid binnen de gemeente Petritsj.

## Bevolking
Op 31 december 2020 telde het dorp Ribnik 132 inwoners. Het aantal inwoners vertoont al jaren een dalende trend: in 1975 woonden er nog 289 mensen in het dorp.
|  |

In het dorp wonen uitsluitend etnische Bulgaren. In de optionele volkstelling van 2011 identificeerden alle 82 ondervraagden zichzelf als etnische Bulgaren. 
| Etnische samenstelling van de respondenten (2011) | Etnische samenstelling van de respondenten (2011) | Etnische samenstelling van de respondenten (2011) | Etnische samenstelling van de respondenten (2011) | Etnische samenstelling van de respondenten (2011) |
| ------------------------------------------------- | ------------------------------------------------- | ------------------------------------------------- | ------------------------------------------------- | ------------------------------------------------- |
|                                                   |                                                   |                                                   |                                                   |                                                   |
| Bulgaren                                          | Bulgaren                                          |                                                   | 100,0%                                            | 100,0%                                            |
| Turken                                            | Turken                                            |                                                   | 0,0%                                              | 0,0%                                              |
| Roma                                              | Roma                                              |                                                   | 0,0%                                              | 0,0%                                              |
| Anders/Onbekend                                   | Anders/Onbekend                                   |                                                   | 0,0%                                              | 0,0%                                              |